# Hyalenna pascua
Hyalenna pascua är en fjärilsart som beskrevs av William Schaus 1902. Hyalenna pascua ingår i släktet Hyalenna och familjen praktfjärilar. Inga underarter finns listade i Catalogue of Life.